# Ólavur Riddararós
Ólavur Riddararós – singiel, zapowiadający pierwsze wydanie albumu Eric the Red, farerskiego zespołu viking/folk metalowego, Týr. Do wydania singla doszło w październiku 2002 roku przez rodzimą wytwórnię Tutl, mającą swą siedzibę w stolicy Wysp Owczych – Thorshavn. Wydanie sponsorowały jedne z największych firm w kraju: Føroya Bjór (miejscowy browar), Metanargrunnur Landsins oraz Kongshavnar Útgerðarfelag.

## Lista utworów
1. "Ólavur Riddararós" – 4:36 (muzyka, tekst: farerska muzyka ludowa)
2. "Stýrisvølurin" – 6:45 (muzyka, tekst: Heri Joensen)

## Twórcy
1. Allan Streymoy – śpiew
2. Terji Skibenæs – gitara
3. Heri Joensen – gitara
4. Gunnar H. Thomsen – gitara basowa
5. Kári Streymoy – perkusja

## Utwór
Prócz płyty istnieje także utwór Ólavur Riddararós, który grupa umieściła na singlu o tej samej nazwie oraz na następcy, albumie Eric the Red. Całość śpiewana jest w języku farerskim, tekst i muzyka zaczerpnięte zostały z farerskiej muzyki ludowej, przy aranżacji Heriego Joensena.

### Tekst
| Ólavur Riddararós | Ólavur Riddararós |
| --- | --- |
| Hvørt skal tú ríða, Ólavur mín Á lofti hongur brynja tín Tú fer ikki at veiða tað hind Men tú fer til tína leikalind Hvít er skjúrtan, væl er hon tviðin, Í blóði verur hon av tær drigin Ólavur snúðist síni móður frá Gud gevi ikki ganga, sum mær er spáað -Ungir kallar kátir kallar gangið upp á gólv, Dansið lystilig Ólavur ríður eftir bjørgunum fram -Kol og smiður við Fann hann upp á eitt álvarann Út kom eitt tað álvafljóð Flættað hár á herðar dró Ver vælkomin, Ólavur Riddarós, Tú gakk í dans og kvøð fyri oss Tú tarvst ikki flætta títt hár fyri meg Eg eri ikki komin at biðja teg Eg kann ikki meira hjá álvum vera Í morgin lati eg mítt brúdleyp gera Hvat heldur vil tú sjey vetur liggja á strá Ella vil tú í morgin til moldar gá Hon skonkti honum í drykkjuhorn Har fór í tað eiturkorn Ólavur studdist við saðilboga Hann kysti ta moy av lítlum huga | "Gdzie idziesz, Olafie, Twa zbroja wisi na poddaszu. Nie ruszasz zapolować na jelenia, Idziesz do swej pani. Biała twa koszula, dobrze była wyprana, Zdjęta będzie z ciebie, zakrwawionego." Olaf odwrócił się od swej matki "Bóg świadkiem, że nie stanie się tak, jak zostało przepowiedziane." -Młode dziewczęta, szczęśliwe dziewczęta, wchodzą po schodach, Tańczą na szczycie. Olaf jeździ po górach, -Z węglem i kowalem, Przejeżdżał opodal domu elfiego. Na zewnątrz wyszła elfia panna, Warkocz na ramionach leży. "Bądź pozdrowiony Olafie, Chodź do nas by z nami śpiewać i tańczyć." "Nie chcę być plotła dla mnie swe włosy Nie przyszedłem by prosić o ciebie, Nie mogę dłużej ostać wśród elfów, Jutro będę już żonaty." Co byś wolał, leżeć w cierpieniu przez siedem zim, Czy zostać jutro poświęconym?" W róg nalała mu pitnego miodu, A razem z nim szczyptę trucizny. Olaf przechylił się przez łęk By niechętnie pocałować dziewicę. |